# 記者節
記者節是一個為表彰感謝記者為社會所做出貢獻，表彰記者爭取新聞自由的勇氣的節日。中華民國的記者節定於9月1日，又名「九一記者節」。中华人民共和国的记者节則定於每年的11月8日，为不放假的法定节日，是中國大陸仅有的三个行业性节日之一（另两个是教师节和国际护士节）。

## 历史

### 中华民国
1933年時，江蘇《江聲日報》主筆劉煜生被國民政府的江苏省政府杀害，引起當時中華民國新聞界的重視。同年9月1日，國民政府颁布《保護新聞工作人員及维护輿論機關》命令。
1934年8月，杭州市記者公會向全國新聞界建議以9月1日為“记者节”。后来这个日期就成为国民政府设定的记者节，一直沿用到今天。

### 中华人民共和国
1949年颁布的《全国年节及纪念日放假办法》规定了“记者节”，但没有具体日期。1999年9月18日，国务院总理朱镕基签发了《国务院关于修改〈全国年节及纪念日放假办法〉的决定》第一次修订，规定为记者节是不放假的工作节日，是中國大陸仅有的三个行业性节日之一（另两个为教师节和国际护士节）。2000年，国务院正式批复中国记协《关于确定“记者节”具体日期的请示》，同意将中国记协的成立日11月8日定为记者节。